# Ignifugation

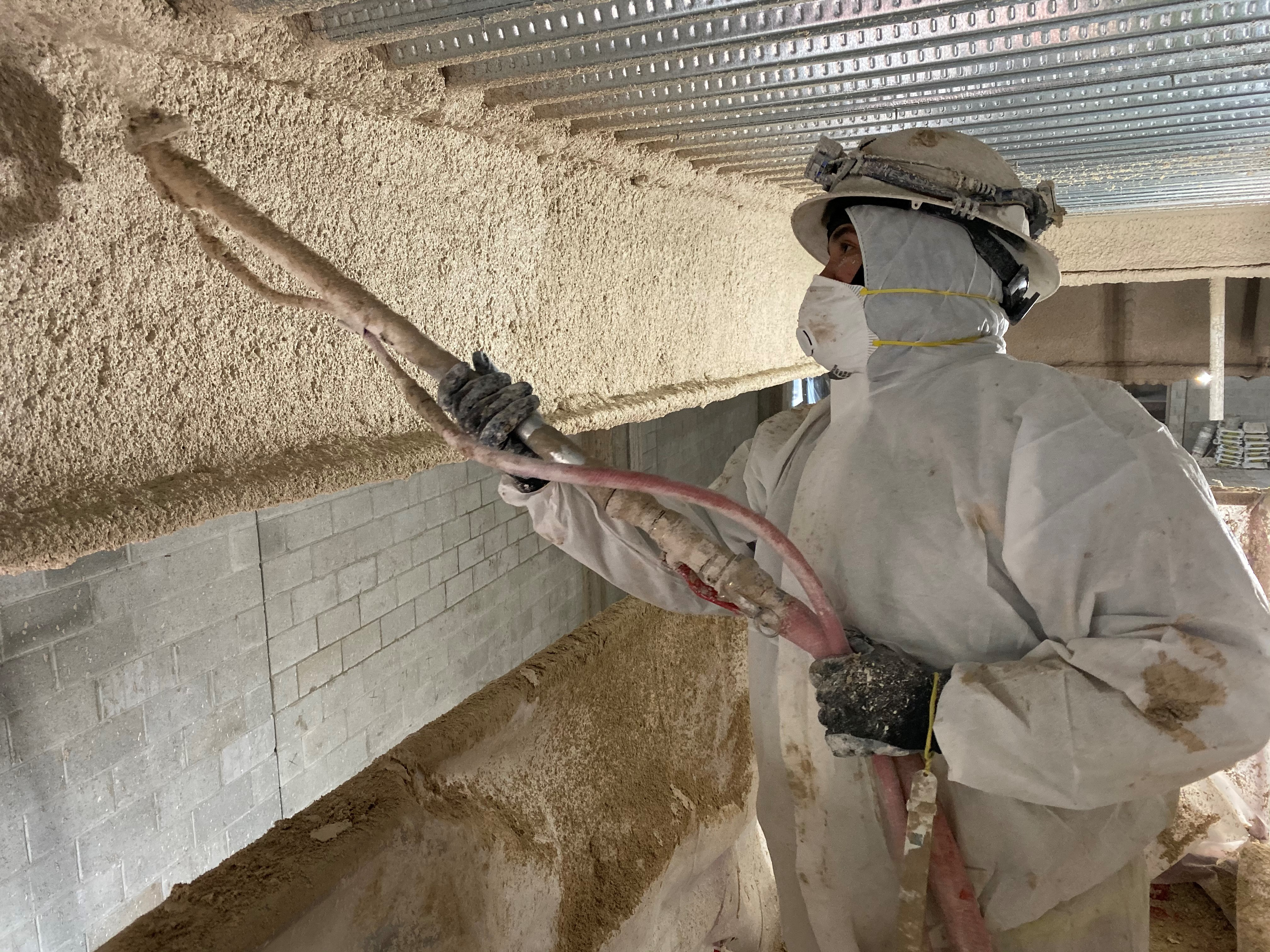
Du ciment ignifugé peut être appliqué pendant la construction d'un édifice

L'ignifugation est un ensemble de traitements utilisés pour améliorer la tenue au feu d'un matériau tel le caoutchouc naturel. De nombreuses applications exigent des matériaux ignifugés. À cette fin, on peut incorporer à la matière des molécules halogénées (X), phosphorées (P), borées (B), azotées (N), des hydroxydes métalliques (M(OH)n), ou des composés de l'antimoine avec des donneurs d'halogène.
À cause de leur composition, la plupart des matières plastiques (et des élastomères) sont très inflammables. Pour prévenir ou minimiser la combustion des mélanges, on peut utiliser des ignifugeants, aussi appelés agents ignifuges (tels les bromés) ou retardateurs de flamme (sigle FR en anglais). L'usage d'ignifugeants peut entraîner des effets indésirables (modification de certaines propriétés du matériau). Les polymères halogénés comme le PVC sont quant à eux auto-extinguibles (auto-ignifuges), cependant, le PVC plastifié est inflammable,.

## Étymologie
Ignifuge vient du latin ignis (le feu) et de fugis (fuir).

## Exemples
En ce qui concerne les mélanges, on peut employer comme ignifugeants des :
- charges minérales « hydratées » telles les hydroxydes d'aluminium (Al(OH)3) et de magnésium (Mg(OH)2), et des charges minérales inertes telles les fibres de verre (utilisées dans les couvertures antifeu) ;
- additifs tels les retardateurs de flamme bromés et chlorés qui sont toxiques, ou azotés tels la mélamine ;
- plastifiants à base de phosphate, tels ceux de tricrésyl ou d'ammonium.

Des systèmes intumescents, qui forment une couche épaisse pour diminuer le contact avec le dioxygène, sont aussi à considérer.
Des associations binaires ou ternaires sont souvent utilisées. Par exemple, il existe une synergie entre les retardateurs de flamme halogénés (surtout chlorés) et le Sb2O3 (trioxyde d'antimoine), entre les retardateurs de flamme halogénés et le borate de zinc (en), et entre ce dernier et les hydroxydes métalliques.
Le trioxyde d'antimoine (Sb2O3) lui-même n'a pas de fonction de retardateur de flamme, il joue le rôle d'agent de synergie lors de l'utilisation de retardateurs de flamme halogénés dans des polymères tels que les polyesters, polyamides, polyoléfines, polyuréthanes, polyacrylonitrile et le polystyrène. Toutefois, il peut parfois être utilisé seul dans les polymères halogénés tels que le PVC plastifié, à cause de l'effet synergétique avec le chlore.

### Composés halogénés

#### Principe
Il existe quatre types de composés halogénés : les composés iodés, bromés, chlorés et fluorés. L’efficacité de ces composés repose sur leur aptitude à libérer les halogènes sous forme de radicaux ou d’halogénure à la température de décomposition du polymère dans lequel ils sont incorporés ; ils doivent aussi rester stable à la température de mise en œuvre dans ces mêmes polymères.
Leur efficacité est inversement liée à leur stabilité thermique. Plus le composé est stable thermiquement moins il sera apte à libérer les espèces actives et donc moins il sera efficace. Les composés iodés présentent une faible stabilité thermique, ils sont donc théoriquement les plus efficaces mais ceci rend leur mise en œuvre dans la plupart des polymères impossible. Les composés fluorés au contraire sont les plus stables thermiquement et sont donc inactifs et ne libèrent pas d’halogénures ni de radicaux. Les additifs bromés et chlorés se trouvent dans des gammes de stabilité thermique et de réactivité intermédiaires et seront donc choisis comme retardateurs de flamme.
Ces composés ont une action principalement chimique en phase gaz. Ils vont arrêter le processus radicalaire de combustion. Les radicaux H• et OH• formés lors de la combustion sont très réactifs et sont responsables de la combustion :
- les radicaux H• sont à l’origine des réactions de réticulation des radicaux libres dans la flamme ;
- les radicaux OH• sont à l’origine de l’oxydation du CO en CO2, réaction très exothermique responsable d'une grande partie de la chaleur générée dans la flamme.

En présence de retardateurs de flamme halogénés, ces radicaux (H• et OH•) vont réagir avec les radicaux halogénés X• issus de la dégradation de ces retardateurs de flamme, créant des radicaux moins réactifs qui diminuent la cinétique de combustion.
Pour obtenir des propriétés retard au feu satisfaisantes, ils sont généralement utilisés en grande quantité dans les polymères, typiquement 40 % et 20 % en masse respectivement pour les composés chlorés et bromés.

#### Exemples
Exemples de retardateurs de flamme halogénés :
- bromés :
  - les polybromodiphényléthers (PBDE) dont le décabromodiphényléther (DBDO) ;
  - l’hexabromocyclododécane (HBCD) ;
  - le tétrabromobisphénol A (TBBPA) ;
  - les bromophénols ;
- chlorés :
  - le dodécachloropentacyclooctadéca-7,15 diène ;
  - l'anydride chlorendique.

### Composés azotés
Les retardateurs de flamme azotés sont des composés le plus souvent à base de mélamine. Celle-ci peut être utilisée de trois manières différentes en tant que retardateur de flamme :
- la mélamine pure ;
- les dérivés de mélamine tels les sels issus du mélange avec des acides organiques ou inorganiques comme les acides borique, cyanurique et phosphorique ;
- les condensats de la mélamine : le melam, le melem.

Les retardateurs de flamme à base de mélamine permettent d’obtenir d’excellentes propriétés retard au feu. Ces composés libèrent des fumées peu opaques et peu toxiques.

### Hydroxydes métalliques
Cette famille d’additifs se compose principalement de l’hydroxyde d'aluminium et de l’hydroxyde de magnésium. Ce type de composés agit simultanément en phase condensée et en phase gaz. Lors de leur dégradation thermique, ils subissent une déshydratation endothermique :
- 2 Al(OH)3 → 3 H2O + Al2O3 (200 °C, +1 050 kJ·kg-1)
- Mg(OH)2 → H2O + MgO (300 °C, +1 300 kJ·kg-1).

La libération d’eau refroidit le système et dilue les gaz dans la zone des flammes, provoquant ainsi un retard à l’inflammation. De plus, après ignition, en surface du matériau, la céramique protectrice formée (oxydes d'aluminium ou de magnésium) à l’issue de leur dégradation joue un rôle de bouclier thermique.
L’utilisation de l'hydroxyde d'aluminium est limitée aux polymères dont la température de mise en œuvre n’excède pas 200 °C ; il est surtout utilisé dans les élastomères, les résines thermodurcissables et les matières thermoplastiques. L'hydroxyde de magnésium est stable jusqu'à 300 °C et peut être incorporé à des polymères tels que les polyamides, mais son utilisation dans les polyesters est déconseillée à cause de la tendance de ce composé à catalyser la décomposition thermique de ces polymères pendant la mise en œuvre.

## Méthodes d'essais
La tenue (ou résistance, comportement) au feu d'un matériau fait l'objet d'une grande variété de normes, selon les conditions opératoires [le classement au feu du matériau se fait selon de nombreux critères tels l'indice limite d'oxygène (ILO) concernant les matières plastiques ou le pouvoir calorifique inférieur (PCI)], les domaines d'application (transports tels la SNCF, matériaux de construction, câblerie, etc.) et les pays.
Parmi les tests couramment utilisés, on retrouve :
- le calorimètre à cône ;
- l'indice limite d'oxygène.

## Normes
On retrouve plusieurs normes qui certifient l'efficacité d'un ignifugeant, notamment :
- la norme NF P92[10], qui est la norme nationale française ;
- la norme NFPA 701[11], qui est une des normes internationales utilisées. Elle est reconnue principalement en amérique du nord (USA et Canada) et dans certains pays d'amérique du sud (Brésil).